# تأريض (عقاب)
التأريض هو شكل من أشكال العقوبة الموجهة للأطفال الكبار أو الأطفال مقتبلي المراهقة أو المراهقين من قِبل والديهم (أو المعلمين أو مديري المدارس في المدرسة) لسوء السلوك وسوء الأداء في المدرسة أو الواجبات الأخرى. في إطار علم النفس السلوكي، التأريض هو عقوبة سلبية لأنه ينطوي على إزالة أشياء مرغوب فيها بدلاً من إضافة أشياء غير مرغوب فيها.
بين الحين والآخر، يتم حرمان الشاب المعاقب بالتأريض من ترك المنزل أو غرفته للذهاب إلى أي مكان بخلاف حضور الأنشطة المطلوبة مثل المدرسة ووجبات الطعام وأماكن العبادة، وممارسة الموسيقى وما إلى ذلك. والتأريض لا يعني بالضرورة عدم القدرة على المشاركة، وإنما يُحظر فيه الخروج. وعادة ما يتم دمج هذا النوع من العقاب بسحب امتيازات مثل استخدام الكمبيوتر والإنترنت وألعاب الفيديو والتلفزيون والتليفون والسيارات والهواتف المحمولة والحفلة الموسيقية وسهرة الأصدقاء وما إلى ذلك. ويمكن أن تستمر بعض حالات العقاب بالتأريض لمدة يوم أو يومين أو تطول لتصل إلى شهر أو سنة في حين أن البعض قد يستمر لفترة غير محدودة من الزمن. وعدم اليقين يجعل من الصعب على الشخص أن يكون على مستوى الحدث وهو الأمر الذي يمكن في بعض الحالات أن يجعل العقاب أكثر فاعلية. بالنسبة لبعض الأطفال والمراهقين، يمكن أن تأتي عقوبة التأريض بنتائج عكسية بسهولة، حيث تشجع على سوء السلوك في شكل تمرد ضد والديهم.
والتأريض يمكن أن يكون عقوبة بديلة للضرب على العجُز أو الإيقاف عن النشاط، حيث إن هذه العقوبات مصممة أكثر للأطفال الأصغر سنًا الذين تتراوح أعمارهم بين عامين وخمسة أعوام.
وقد نشأ المصطلح على الأرجح في مجتمع الطيران. عندما يُمنع الطيار من الطيران بسبب سوء السلوك أو المرض أو لأسباب أخرى عندئذٍ يُقال عنه إنه معاقب بالتأريض."